# Primera División de fútbol sala 2021-22
La temporada 2021-22 de Primera División de fútbol sala fue la 33.ª edición de la máxima competición del fútbol sala de España. La competición es organizada por el Comité Profesionalizado de Fútbol Sala de la RFEF. Contará con 16 clubes. El equipo ascendido desde Segunda División es el debutante Manzanares Fútbol Sala al que se añade el Pescados Rubén Burela que permanecería en Primera, tras vencer en la promoción al CD El Ejido Futsal.

## Equipos participantes

### Equipos por comunidad autónoma
| N.º | Comunidad autónoma   | Equipos                                                                         |
| --- | -------------------- | ------------------------------------------------------------------------------- |
| 3   | Andalucía            | Jaén Paraíso Interior FS, Córdoba Patrimonio de la Humanidad, Real Betis Futsal |
| 2   | Castilla-La Mancha   | Manzanares FS Quesos El Hidalgo, Viña Albali Valdepeñas                         |
| 2   | Cataluña             | Barça, Industrias Santa Coloma                                                  |
| 2   | Región de Murcia     | ElPozo Murcia Costa Cálida, Jimbee Cartagena                                    |
| 2   | Navarra              | Osasuna Magna Xota, Aspil Jumpers Ribera Navarra FS                             |
| 1   | Aragón               | Fútbol Emotion Zaragoza                                                         |
| 1   | Comunidad Valenciana | Levante UD FS                                                                   |
| 1   | Galicia              | Pescados Rubén Burela FS                                                        |
| 1   | Islas Baleares       | Palma Futsal                                                                    |
| 1   | Comunidad de Madrid  | Movistar Inter FS                                                               |

### Ascensos y descensos
| Pos. | Descendidos a 2.ª División          |
| ---- | ----------------------------------- |
| 16.º | Servigroup Peñíscola Globeenergy FS |
| 17.º | BeSoccer CD UMA Antequera           |
| 18.º | O Parrulo Ferrol                    |

| Pos.  | Ascendidos de 2.ª División      |
| ----- | ------------------------------- |
| Prom. | Manzanares FS Quesos El Hidalgo |

### Información de los equipos
| Club                               | Ciudad                   | Comunidad Autónoma   | Entrenador      | Capitán           | Pabellón                             | Aforo | Proveedor |
| ---------------------------------- | ------------------------ | -------------------- | --------------- | ----------------- | ------------------------------------ | ----- | --------- |
| Jaén Paraíso Interior FS           | Jaén                     | Andalucía            | Dani Rodríguez  | Mauricio Guterres | Olivo Arena                          | 6.589 | Luanvi    |
| Córdoba Patrimonio de la Humanidad | Córdoba                  | Andalucía            | Josan González  | Por definir       | Vista Alegre                         | 3.500 | Givova    |
| Real Betis Futsal                  | Sevilla                  | Andalucía            | Juanito García  | Rubén Cornejo     | San Pablo                            | 7.626 | Kappa     |
| Levante UD FS                      | Valencia                 | Comunidad Valenciana | Diego Ríos      | Pedro Toro        | Municipal de Paterna                 | 1.600 | Macron    |
| Barça                              | Barcelona                | Cataluña             | Jesús Velasco   | Sergio Lozano     | Palau Blaugrana                      | 7.585 | Nike      |
| Industrias Santa Coloma            | Santa Coloma de Gramanet | Cataluña             | Javi Rodríguez  | David Álvarez     | Pavelló Nou                          | 2.000 | Nike      |
| Jimbee Cartagena                   | Cartagena                | Región de Murcia     | Duda            | Raúl Jerez        | Palacio de los Deportes de Cartagena | 5.000 | Hummel    |
| ElPozo Murcia Costa Cálida         | Murcia                   | Región de Murcia     | Diego Giustozzi | Por definir       | Palacio de Deportes de Murcia        | 7.454 | Joma      |
| Osasuna Magna Xota                 | Pamplona                 | Navarra              | Imanol Arregui  | Roberto Martil    | Anaitasuna                           | 3.000 | Gios      |
| Aspil Jumpers Ribera Navarra FS    | Tudela                   | Navarra              | Pato            | David García      | Ciudad de Tudela                     | 1.200 | Joma      |
| Movistar Inter FS                  | Torrejón de Ardoz        | Comunidad de Madrid  | Tino Pérez      | Borja Díaz        | Jorge Garbajosa                      | 3.136 | Joma      |
| Palma Futsal                       | Palma de Mallorca        | Islas Baleares       | Antonio Vadillo | Carlos Barrón     | Son Moix                             | 3.800 | Umbro     |
| Manzanares FS Quesos El Hidalgo    | Manzanares               | Castilla-La Mancha   | Juanlu Alonso   | Kiki              | Antonio Caba                         | 610   | Kelme     |
| Viña Albali Valdepeñas             | Valdepeñas               | Castilla-La Mancha   | David Ramos     | Coro              | Virgen de la Cabeza                  | 2.000 | Joma      |
| Fútbol Emotion Zaragoza            | Zaragoza                 | Aragón               | David Marín     | Carlos Retamar    | Siglo XXI                            | 2.900 | Adidas    |
| Pescados Rubén Burela FS           | Burela                   | Galicia              | Alberto Riquer  | Edu Saavedra      | Vista Alegre                         | 1.400 | Joma      |

## Detalles de la competición liguera

### Clasificación de la liga regular
|    | Equipo                             | Puntos | J  | G  | E  | P  | GF  | GC  | DG  |
| -- | ---------------------------------- | ------ | -- | -- | -- | -- | --- | --- | --- |
| 1  | Barça                              | 68     | 30 | 21 | 5  | 4  | 122 | 64  | 58  |
| 2  | Movistar Inter                     | 58     | 30 | 17 | 7  | 6  | 87  | 68  | 19  |
| 3  | Palma Futsal                       | 58     | 30 | 18 | 4  | 8  | 78  | 55  | 23  |
| 4  | Viña Albali Valdepeñas             | 56     | 30 | 18 | 2  | 10 | 91  | 81  | 10  |
| 5  | Jimbee Cartagena FS                | 55     | 30 | 15 | 10 | 5  | 100 | 70  | 30  |
| 6  | Aspil Jumpers Ribera Navarra       | 45     | 30 | 13 | 6  | 11 | 88  | 96  | -8  |
| 7  | Jaén Paraíso Interior              | 44     | 30 | 14 | 2  | 14 | 85  | 73  | 12  |
| 8  | ElPozo Murcia Costa Cálida         | 43     | 30 | 12 | 7  | 11 | 87  | 72  | 15  |
| 9  | Industrias Santa Coloma            | 42     | 30 | 11 | 9  | 10 | 90  | 78  | 12  |
| 10 | Levante UD FS                      | 37     | 30 | 11 | 4  | 15 | 84  | 91  | -7  |
| 11 | Córdoba Patrimonio de la Humanidad | 36     | 30 | 9  | 9  | 12 | 90  | 91  | -1  |
| 12 | Manzanares FS                      | 30     | 30 | 6  | 12 | 12 | 82  | 100 | -18 |
| 13 | Xota FS                            | 30     | 30 | 7  | 9  | 14 | 65  | 98  | -33 |
| 14 | Real Betis Futsal                  | 26     | 30 | 5  | 11 | 14 | 67  | 100 | -33 |
| 15 | Fútbol Emotion Zaragoza            | 24     | 30 | 6  | 6  | 18 | 85  | 112 | -27 |
| 16 | Pescados Rubén Burela              | 14     | 30 | 3  | 5  | 22 | 62  | 114 | -52 |

### Promoción por el título
Cuadro:
|  | Cuartos de final           | Cuartos de final    | Cuartos de final    |   |                        | Semifinales      | Semifinales      | Semifinales      |  |       | Final            | Final            | Final            |  |
|  | 8, 11 y 12 de junio        | 8, 11 y 12 de junio | 8, 11 y 12 de junio |   |                        | 15 y 18 de junio | 15 y 18 de junio | 15 y 18 de junio |  |       | 21 y 25 de junio | 21 y 25 de junio | 21 y 25 de junio |  |
|  |                            |                     |                     |   |                        |                  |                  |                  |  |       |                  |                  |                  |  |
|  |                            |                     |                     |   |                        |                  |                  |                  |  |       |                  |                  |                  |  |
|  | Jimbee Cartagena           | 1                   | 3                   |   |                        |                  |                  |                  |  |       |                  |                  |                  |  |
|  | Jimbee Cartagena           | 1                   | 3                   |   |                        |                  |                  |                  |  |       |                  |                  |                  |  |
|  | Viña Albali Valdepeñas     | 2                   | 4                   |   |                        |                  |                  |                  |  |       |                  |                  |                  |  |
|  | Viña Albali Valdepeñas     | 2                   | 4                   |   | Viña Albali Valdepeñas | 0                | 4                |                  |  |       |                  |                  |                  |  |
|  |                            |                     |                     |   | Viña Albali Valdepeñas | 0                | 4                |                  |  |       |                  |                  |                  |  |
|  |                            |                     | Barça               | 1 | 6                      |                  |                  |                  |  |       |                  |                  |                  |  |
|  | ElPozo Murcia Costa Cálida | 1                   | Barça               | 1 | 6                      | 4                |                  |                  |  |       |                  |                  |                  |  |
|  | ElPozo Murcia Costa Cálida | 1                   |                     |   |                        |                  |                  |                  |  |       |                  |                  |                  |  |
|  | Barça                      | 3                   | 3                   |   |                        |                  |                  |                  |  |       |                  |                  |                  |  |
|  | Barça                      | 3                   | 3                   |   |                        |                  |                  |                  |  | Barça | 4                | 4                |                  |  |
|  |                            |                     |                     |   |                        |                  |                  |                  |  | Barça | 4                | 4                |                  |  |
|  |                            |                     | Palma Futsal        | 2 | 2                      |                  |                  |                  |  |       |                  |                  |                  |  |
|  | Jaén F. S.                 | 1                   | Palma Futsal        | 2 | 2                      | 3                |                  |                  |  |       |                  |                  |                  |  |
|  | Jaén F. S.                 | 1                   |                     |   |                        |                  |                  |                  |  |       |                  |                  |                  |  |
|  | Inter F. S.                | 1                   | 2                   |   |                        |                  |                  |                  |  |       |                  |                  |                  |  |
|  | Inter F. S.                | 1                   | 2                   |   | Jaén F. S.             | 2                | 3                |                  |  |       |                  |                  |                  |  |
|  |                            |                     |                     |   | Jaén F. S.             | 2                | 3                |                  |  |       |                  |                  |                  |  |
|  |                            |                     | Palma Futsal        | 0 | 6                      |                  |                  |                  |  |       |                  |                  |                  |  |
|  | Ribera Navarra F. S.       | 6                   | Palma Futsal        | 0 | 6                      | 3                |                  |                  |  |       |                  |                  |                  |  |
|  | Ribera Navarra F. S.       | 6                   |                     |   |                        |                  |                  |                  |  |       |                  |                  |                  |  |
|  | Palma Futsal               | 2                   | 7                   |   |                        |                  |                  |                  |  |       |                  |                  |                  |  |
|  | Palma Futsal               | 2                   | 7                   |   |                        |                  |                  |                  |  |       |                  |                  |                  |  |
|  |                            |                     |                     |   |                        |                  |                  |                  |  |       |                  |                  |                  |  |

|               |
| Campeón Barça |
| 6.º título    |